# Andreas Thiel (Bischof)

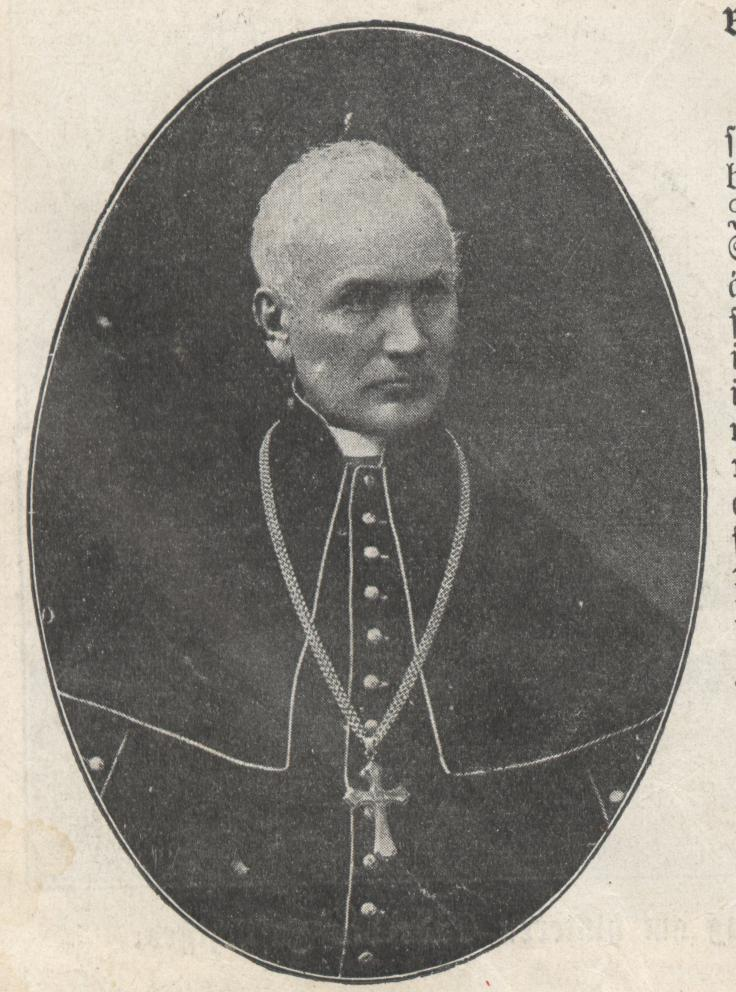
Bischof Andreas Thiel

Andreas Thiel (* 28. September 1826 in Lokau bei Seeburg im Kreis Rößel; † 17. Juli 1908 in Frauenburg) war von 1886 bis 1908 Bischof von Ermland.

## Leben
Andreas Thiel besuchte die Dorfschule seines Heimatdorfes und auf den Rat seines Lehrers das Progymnasium in Rößel sowie das Gymnasium Hosianum in Braunsberg. In Braunsberg studierte er am Lyceum Hosianum Theologie. Im Jahr 1849 wurde er zum Priester geweiht. 
Im Anschluss an seine Promotion begann er 1853 seine Lehrtätigkeit als Privatdozent an der Akademie Braunsberg. Ab 1855 war Thiel außerordentlicher Professor und ab 1858 Professor für Kirchengeschichte und Kirchenrecht. Er gründete mit anderen zusammen den Historischen Verein für Ermland und veröffentlichte in dessen Zeitschrift Beiträge zur ermländischen Kulturgeschichte. 
1870 wurde er Domkapitular und 1871 Generalvikar des Bischofs von Ermland. 1885 wurde er zum Bischof von Ermland ernannt und im Jahr 1886 geweiht.  
Als Wissenschaftler befasste er sich vor allem mit der älteren Papstgeschichte sowie der ermländischen Bistums- und Kulturgeschichte.

## Schriften (in Auswahl)
- Das Verhältnis des Bischofs Lucas von Watzelrode zum deutschen Orden. In: Zeitschrift für die Geschichte und Altertumskunde Ermlands Bd. 1 (Jahrgänge 1858–1860), S. 244–268 und S. 409–459. MDZ München
- Epistolae Romanorum Pontificum genuinae et quae ad eos scriptae sunt a S. Hilaro usque ad Pelagium II. Peter, Braunsberg 1868, Digitalisat.
- De Thomae Treteri Historiae Warmiensis Fontibus Quaeque Imprimis Ipsi Cum Simone Grunavio Ratio Intercedat. Lyceum Regium Hosianum, Braunsberg 1869.
- Leben des Domdekan Dr. Anton Eichhorn (gest. den 27. Februar 1869). In: Zeitschrift für die Geschichte und Altertumskunde Ermlands. Bd. 4 (Jahrgänge 1867–1869), Braunsberg 1869, S. 637–656 (Google Books).
- Wehrverfassung und Wehrverhältnisse des alten Ermland. Musterungs-Ordnung und Musterzettel desselben vom Jahre 1587. In: Zeitschrift für die Geschichte und Alterthumskunde Ermlands,  Jahrgang 1875 und 1876 (Band 6, Heft 1 und 2), S. 184–227 (Google Books).
- Leben des Direktor Prof. Lilienthal († 8. Nov. 1875). In: Zeitschrift für die Geschichte und Alterthumskunde Ermlands,  Jahrgang 1875 und 1876 (Band 6, Heft 1 und 2), S. 228–239 (Google Books).
- Meine Auseinandersetzung mit den Janus-Christen. Peter, Braunsberg und Leipzig 1872.
- Kurzer Abriß der Kirchengeschichte für höhere Volks- und Mittelschulen, Lehrerseminare und ähnliche Anstalten. 3. Aufl., Huyen's Buchhandlung (Emil Bender), Braunsberg 1879 (und weitere vier Auflagen bis 1894).